# Ильинский, Серафим Павлович
Серафим Павлович Ильинский (1914—1981) — патологоанатом, доктор медицинских наук (1954), профессор (1954), заведующий кафедрой патологической анатомии Рижского медицинского института (1952—1980). Главный патологоанатом Министерства здравоохранения Латвийской ССР.

## Биография
Родился в Саратове 22 августа 1914 года[по какому календарю?].
После средней школы учился в 1933—1936 годах в Самарском, позднее Оренбургском санитарно-эпидемиологическом институте. В 1941 году окончил 1-й ЛМИ.
Во всё время войны был врачом в армии, в частности, находился в 55-й армии Ленинградского фронта.
В 1946—1949 года работал на кафедре патологической анатомии Куйбышевского медицинского института — ассистентом, затем доцентом; в 1947 году защитил кандидатскую диссертацию на тему: «Материалы к морфологии шока (о патологоанатомических изменениях в сердце при травматическом шоке)».
В 1952 году переехал в Латвию, получив должность заведующего кафедрой патологической анатомии Рижского медицинского института. В 1953 году защити диссертацию «Материалы к патологической анатомии сосудов Вьессена-Тибезия», С 1954 года — профессор и главный патологоанатом Министерства здравоохранения Латвийской ССР; был руководителем Латвийского научного общества патологоанатомов.
Умер 25 сентября 1981 года в Риге. Похоронен на 1-м Лесном кладбище.